# STS-51-G
STS-51-G (Space Transportation System-STS-51-G) var rumfærgen Discoverys 5. rumfærgeflyvning. Opsendt 17. juni 1985 og vendte tilbage den 24. juni 1985.
Hovedformålet var at sætte tre kommunikationssatellitter i kredsløb: Morelos-A for Mexico, Arabsat-A for Arab Satellite Communications Organization og Telstar-3D for AT&T.

## Besætning
- Daniel Brandenstein (kaptajn)
- John Creighton (pilot)
- Shannon Lucid (1. missionsspecialist)
- John Fabian (2. missionsspecialist)
- Steven Nagel (3. missionsspecialist)
- Patrick Baudry (Nyttelast-specialist)
- Sultan Salman Al Saud (Nyttelast-specialist)

## Missionen
- Arabsat
- Morelos
- Telstar

Hovedartikler: